# Церковь Спаса Преображения на Ильине улице
Церковь Спаса Преображения на Ильине улице — недействующий православный храм в Великом Новгороде на Торговой стороне, построенный в 1374 году и знаменитый тем, что в нём одном сохранились фрески кисти Феофана Грека. Роспись сделана в 1378 году.

## История

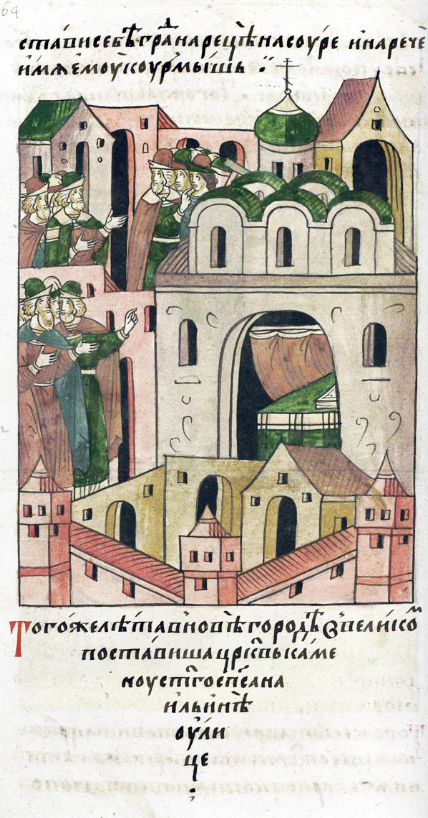
Лицевой летописный свод: «В том же году в Великом Новгороде построили каменную церковь святого Спаса на Ильине улице»

Икона Богоматери Знамение Новгородская. XII век с поновлениями позднего времени.

Первая Новгородская летопись содержит запись о создании храма: «В лето 6882. Поставиша церковь камену святого Спаса, на Илиине улице; и свяща ю архиепископ Новогородскии Алексеи, с игумены и с попы и с крилосом святыа Софиа».
Храм был построен жителями Ильинской улицы — главной в Славенском конце Новгорода (торговая сторона на противоположном от Детинца берегу Волхова). Ему предшествовала деревянная церковь, построенная епископом Никитой, и известная с XI века благодаря выносному образу Божией Матери «Знамение», через который по преданию Новгород был чудесно спасён зимой 1169/1170 года от осаждавших город суздальцев. Для чтимой новгородской святыни был устроен специальный придел, сгоревший в 1340 году. После этого для иконы был построен специальный храм Знамения, где она хранилась с 1356 года (с 1688 года — в Знаменском соборе, в настоящее время икона находится в Софийском соборе).

## Архитектура
Церковь Преображения, являясь характерной постройкой своего времени, отличается величественной монументальностью и изысканным великолепием. Она относится к распространенному в новгородской архитектуре XIV века типу четырёхстолпного квадратного в плане храма с одной алтарной апсидой и одним куполом. Фасады имеют трёхлопастное завершение. В настоящее время кровля восьмискатная, придающая завершениям фасадов щипцовую (треугольную) форму. Храм обладает выраженной высотностью, а форма кровли придаёт ему динамичность.
Наружный декор отличается редким богатством. Фасады, как это обыкновенно делалось, разделены лопатками на три прясла. Сверху прясла окаймлены двойными «ползучими» арками, усложняющими рисунок трёхлопастного завершения. Узкие вертикальные окошки объединяются в группы. Сверху над ними помещаются обрамления — бровки. В некоторых местах окна дополнены нишами. Оконные проёмы и ниши имеют как полукруглое, так и стрельчатое завершение. Апсида оформлена вертикальными тягами с двумя рядами арочек (имеющих как и тяги форму полукруглого валика), обрамляющих окна. В качестве декоративного мотива использованы бегунец и поребрик, украшающие барабан купола и верхние контуры прясел. Помимо этого фасады украшены многочисленными крестами: рельефно выложенными или каменными резными. Выложенные кресты имеют ступенчатое основание — голгофу (голгофские кресты), они асимметрично размещены на плоскостях фасадов. Резные кресты были вкладными, то есть связанными с поминовением усопших. Обилие крестов могло быть связано с поминовением новгородцев погибших в 1372 году при разгроме Торжка тверским князем Михаилом Александровичем.
Интерьер храма имеет ярко выраженную крестообразность. Преображенская церковь, как и другие крестово-купольные храмы Новгорода того времени, имеет особые замкнутые помещения (каморы), расположенные по углам здания на уровне хор. На хоры ведет лестница внутри западной стены здания. Хоры представляют собой деревянный настил между двумя помещениями в западных углах храма — приделами святой Троицы и святых Космы и Дамиана. Третья камора расположена в юго-восточным углу над диаконником, она могла служить сосудохранительницей. Подъём в неё осуществлялся по деревянной лестнице через люк в междуэтажном перекрытии. В алтаре храма сохранилось древнее основание каменного престола и каменное горнее место.
Первоначально с запада к храму примыкал притвор с небольшой звонницей. На фасаде сохранился след от его цилиндрического свода. В XIX веке на его месте возвели обширную тёплую паперть с колокольней и двумя приделами, эти пристройки были снесены в 1936 году. Информационная вывеска для фасада

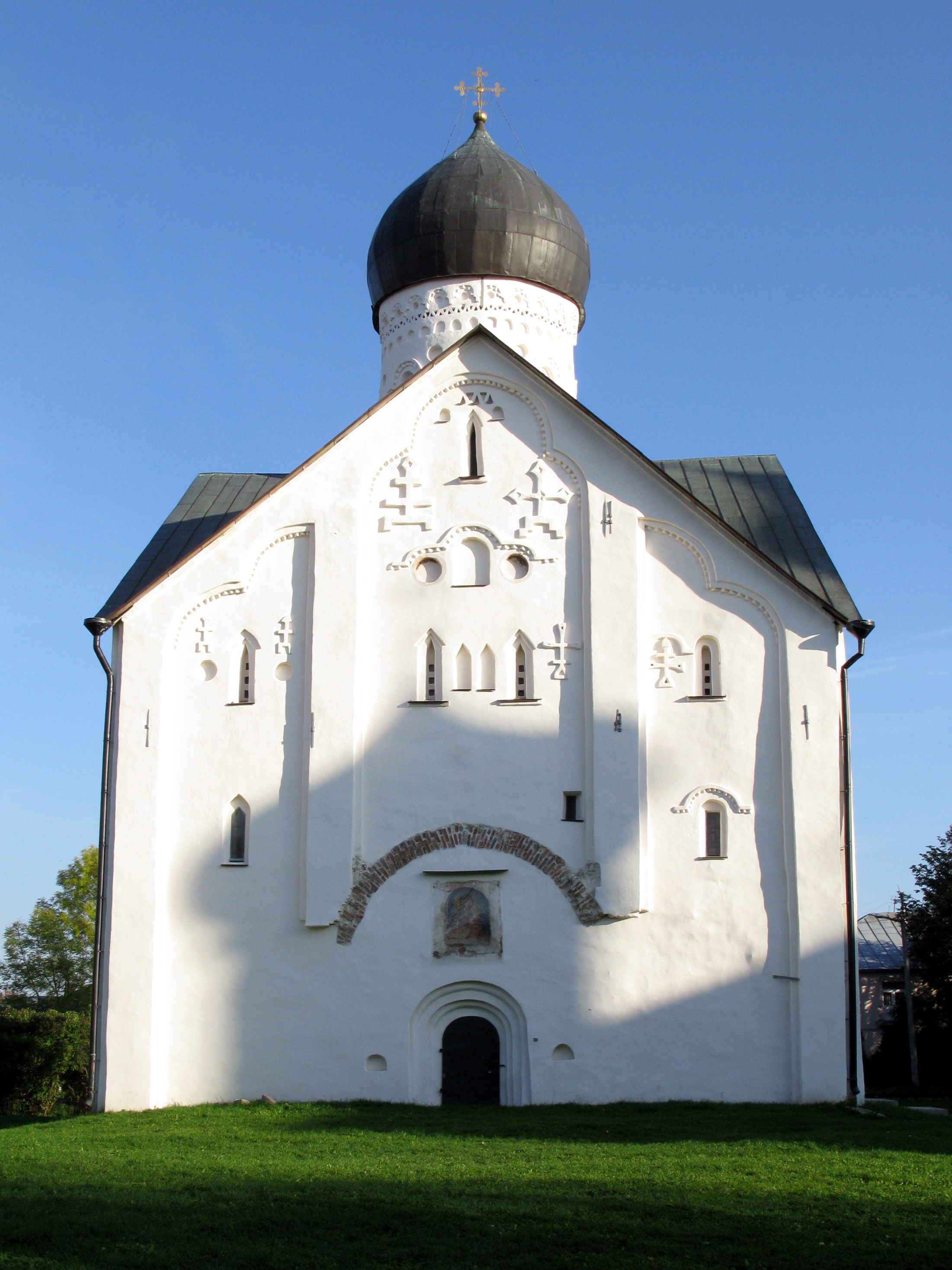
Западная сторона
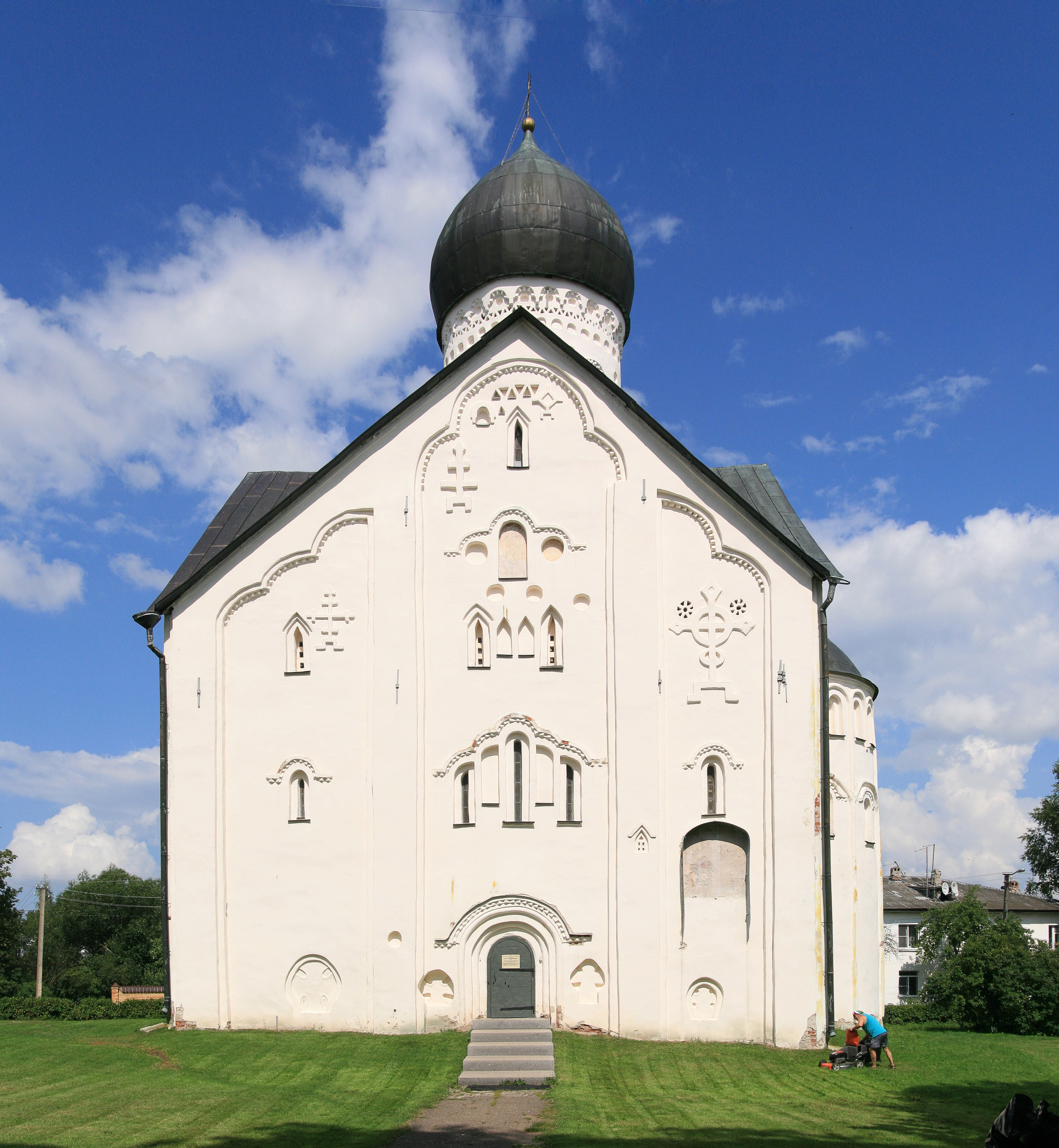
Южная сторона
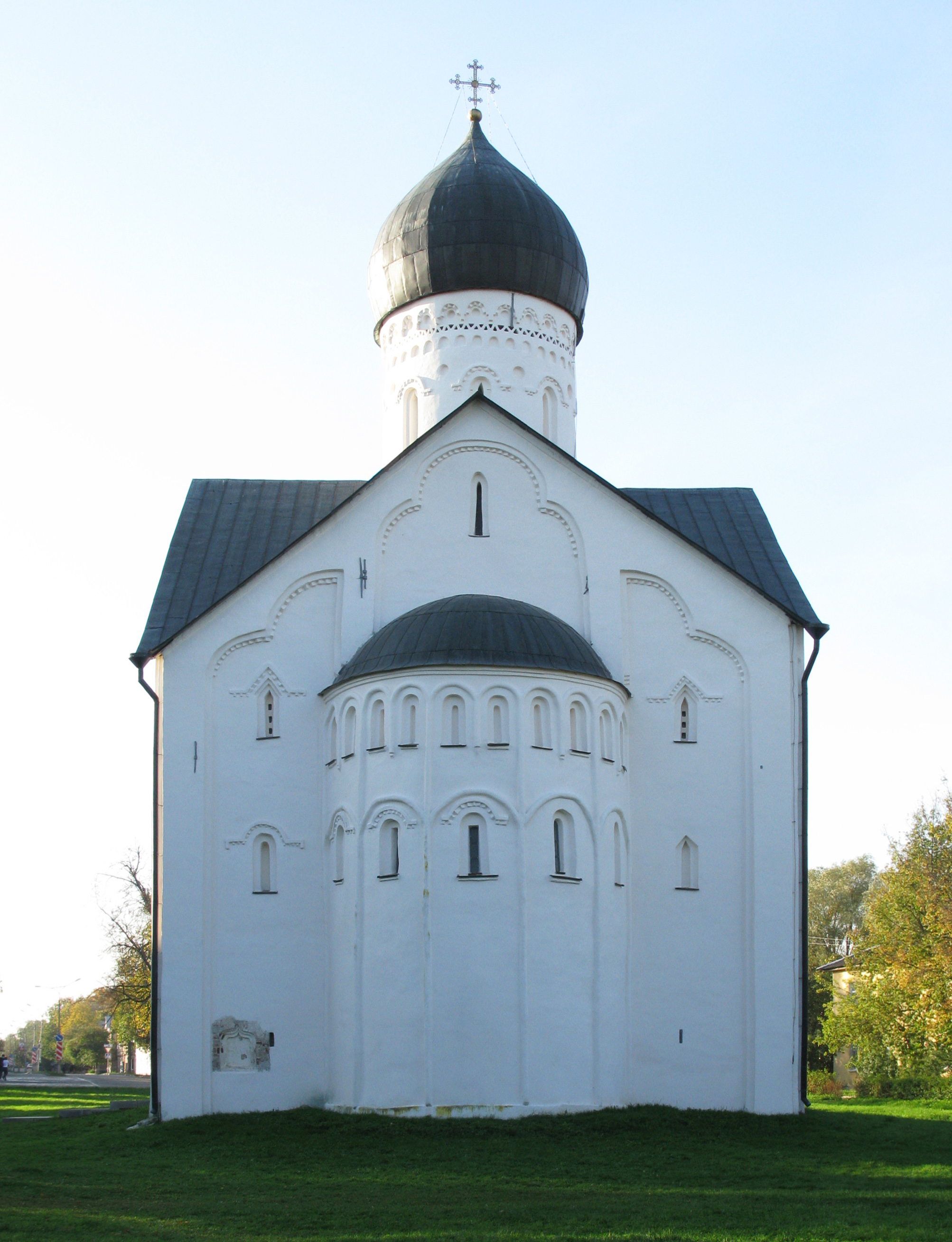
Восточная сторона
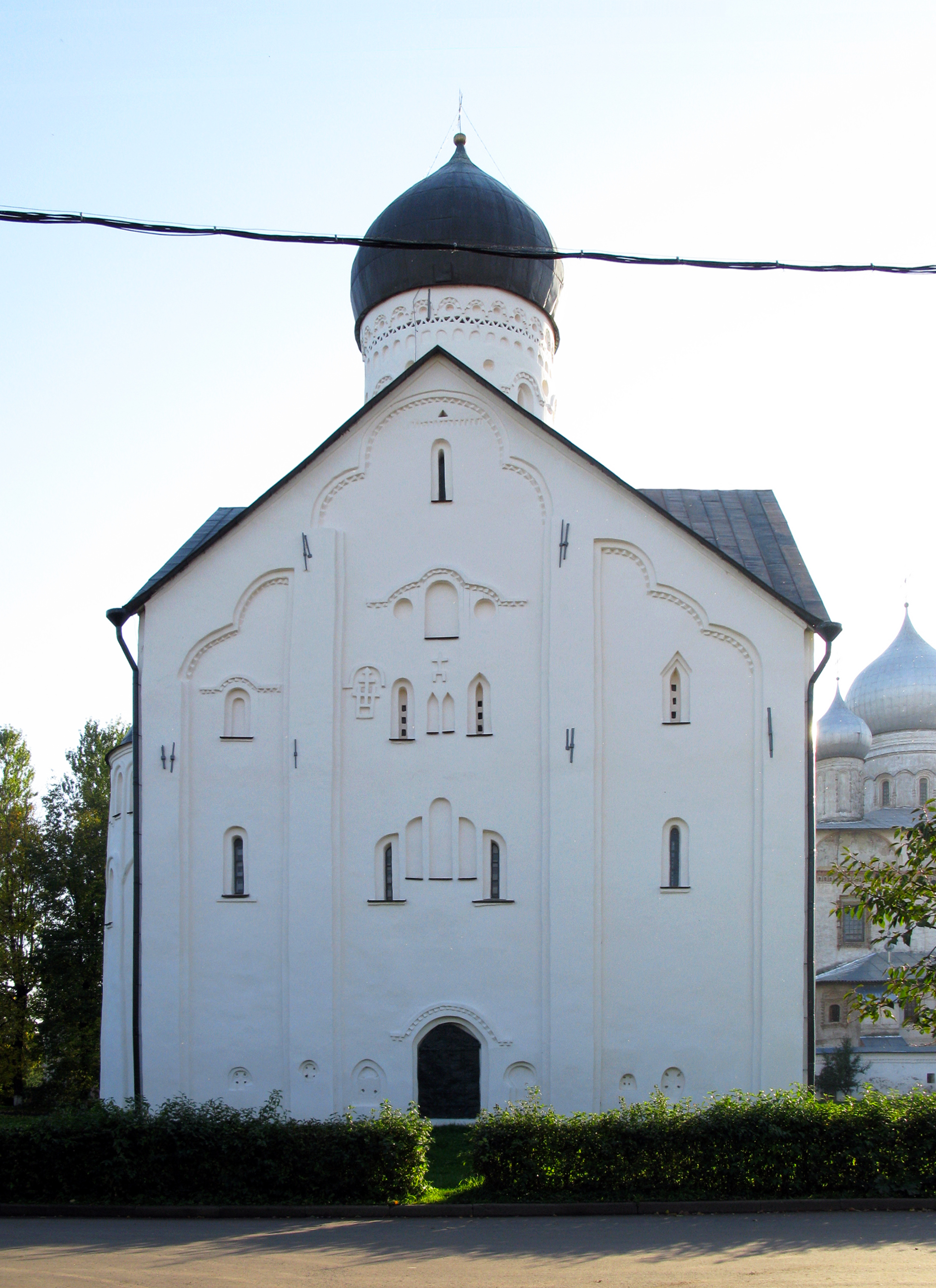
Северная сторона

## Фрески Феофана Грека

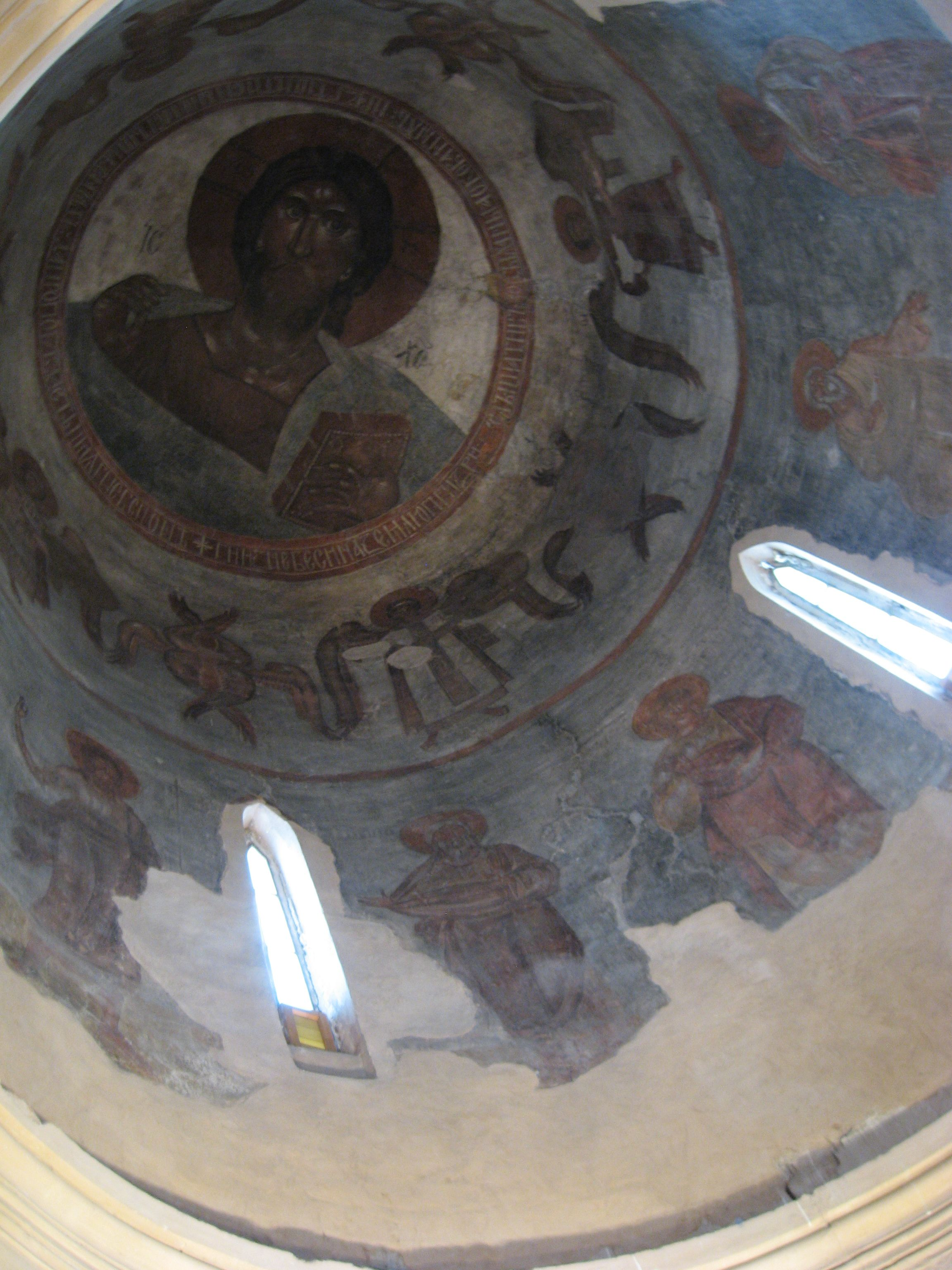
Фрески купола. 1378 год.

О росписи храма упоминается в Третьей Новгородской летописи: «В лето 6886. <…> Того же лета подписаша церковь Господа нашего Иисуса Христа, на Ильине улицы, повелением благороднаго и боголюбиваго боярина Василья Даниловича, со уличаны Ильины улицы, а подписывал мастер Греченин Феофан, при великом князе Димитрии Ивановиче и при архиепископе Алексии Великаго Новаграда и Пскова».
Знатный новгородский боярин Василий Данилович, принадлежавший к роду Машковых, пригласил для росписи храма одного из величайших мастеров своего времени. Феофан Грек был к тому времени известным константинопольским живописцем. О нём сохранились следующие сведения, указанные Епифанием Премудрым в письме к игумену Кириллу Тверскому: «Когда я был в Москве, жил там и преславный мудрец, философ зело искусный, Феофан Грек, книги изограф опытный и среди иконописцев отменный живописец, который собственною рукой расписал более сорока различных церквей каменных в разных городах: в Константинополе, и в Халкидоне, и в Галате, и в Кафе, и в Великом Новгороде, и в Нижнем. Но в Москве им расписаны три церкви: Благовещения святой богородицы, святого Михаила и ещё одна». Письмо было написано около 1415 года уже после смерти Феофана. Роспись же Спасо-Преображенской церкви была первой его работой на Руси, предшествующей росписям в Москве и Нижнем Новгороде.
Роспись храма сохранилась далеко не полностью. Большая её часть погибла, однако то, что сохранилось — единственные сохранившиеся в мире монументальные работы Феофана Грека. Но и небольшие части росписи позволяют оценить как общий замысел ансамбля, так и неповторимую манеру Феофана, которую Епифаний назвал «неведомою и необычайною росписью».

### Иконографическая программа

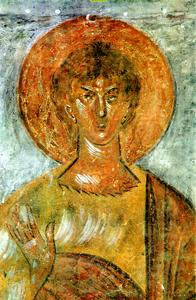
Авель. Фреска барабана.

- Полностью сохранилась роспись купола и барабана.

В зените купола в медальоне изображён Спас Вседержитель. Вокруг медальона идет надпись со словами из Псалтири: «Господи, из небеси на землю призри, услышати воздыханья окованных и разрешити сыны умершвенных, да проповедает имя Господне в Сионе (Пс.,101:20-21)». Христа окружают ангельские силы: четыре архангела, представленные в рост, и четыре херувима и серафима. Архангелы одеты в лоратные облачения. Они держат в руках жезлы-мерила и зерцала. Серафимы и Херувимы изображены шестикрылыми. Эта иконографическая схема традиционна для Новгорода. Она восходит к росписи Софийского собора и с небольшими отличиями встречается во всех новгородских храмах того времени, таких как церковь Успения на Волотовом поле, церковь Фёдора Стратилата на Ручью, церковь Спаса на Ковалёве и других.
Под ангелами в барабане изображены праотцы: Адам, Авель, Ной, Сиф, Мелхиседек — царь Салимский, священник Всевышнего, Енох, а также пророк Илия и Иоанн Предтеча. Здесь роспись Спасской церкви отличается от большинства других храмов, где в барабане чаще всего изображались пророки.
В основном пространстве храма сохранились только очень небольшие фрагменты фресок (хотя возможно, что обнаружены ещё не все сохранившиеся фрагменты).

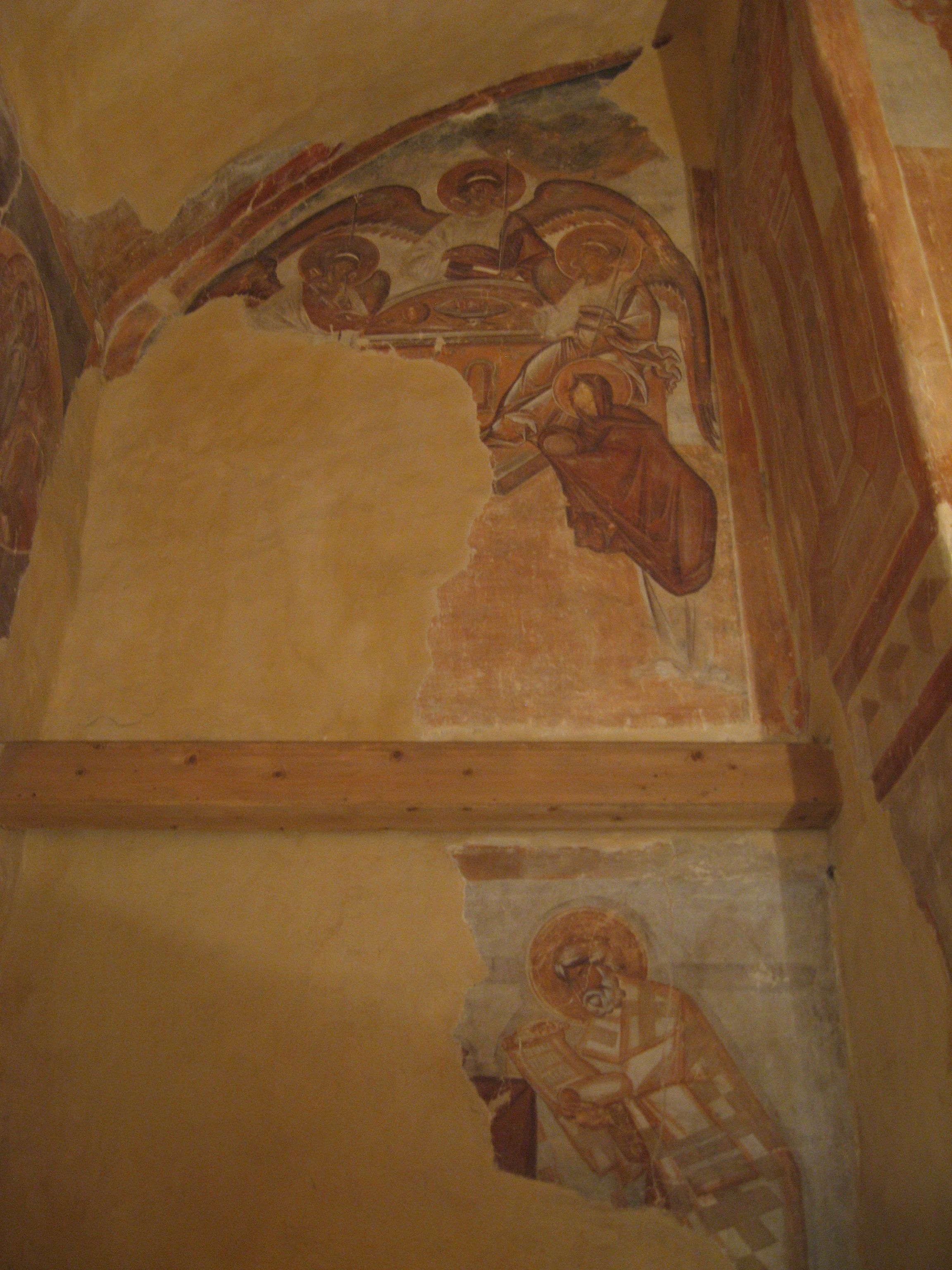
Фрески Троицкого придела на хорах. Св. Троица.

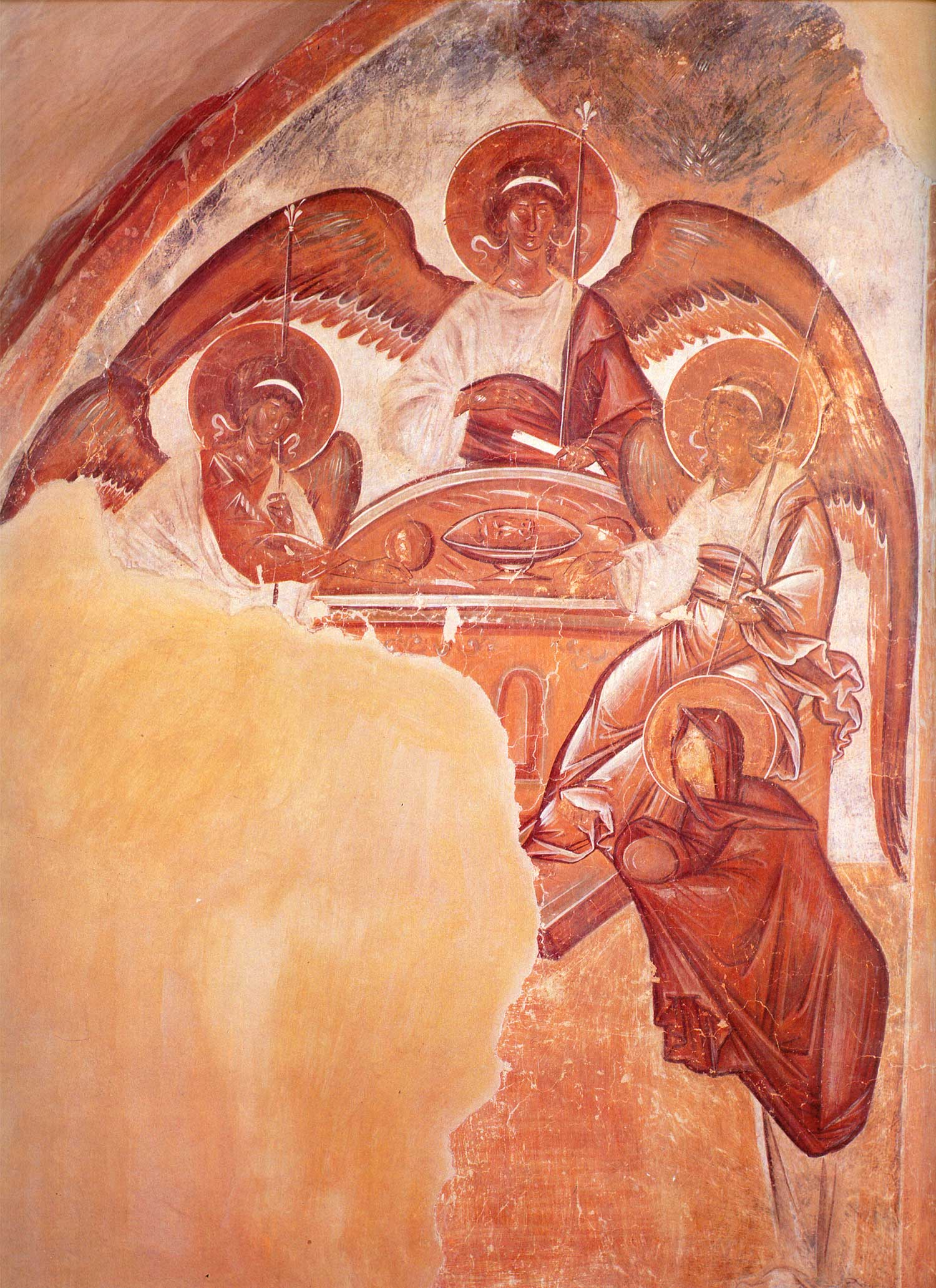
Святая Троица. Фреска восточной стены придела Св. Троицы. 1378 год.

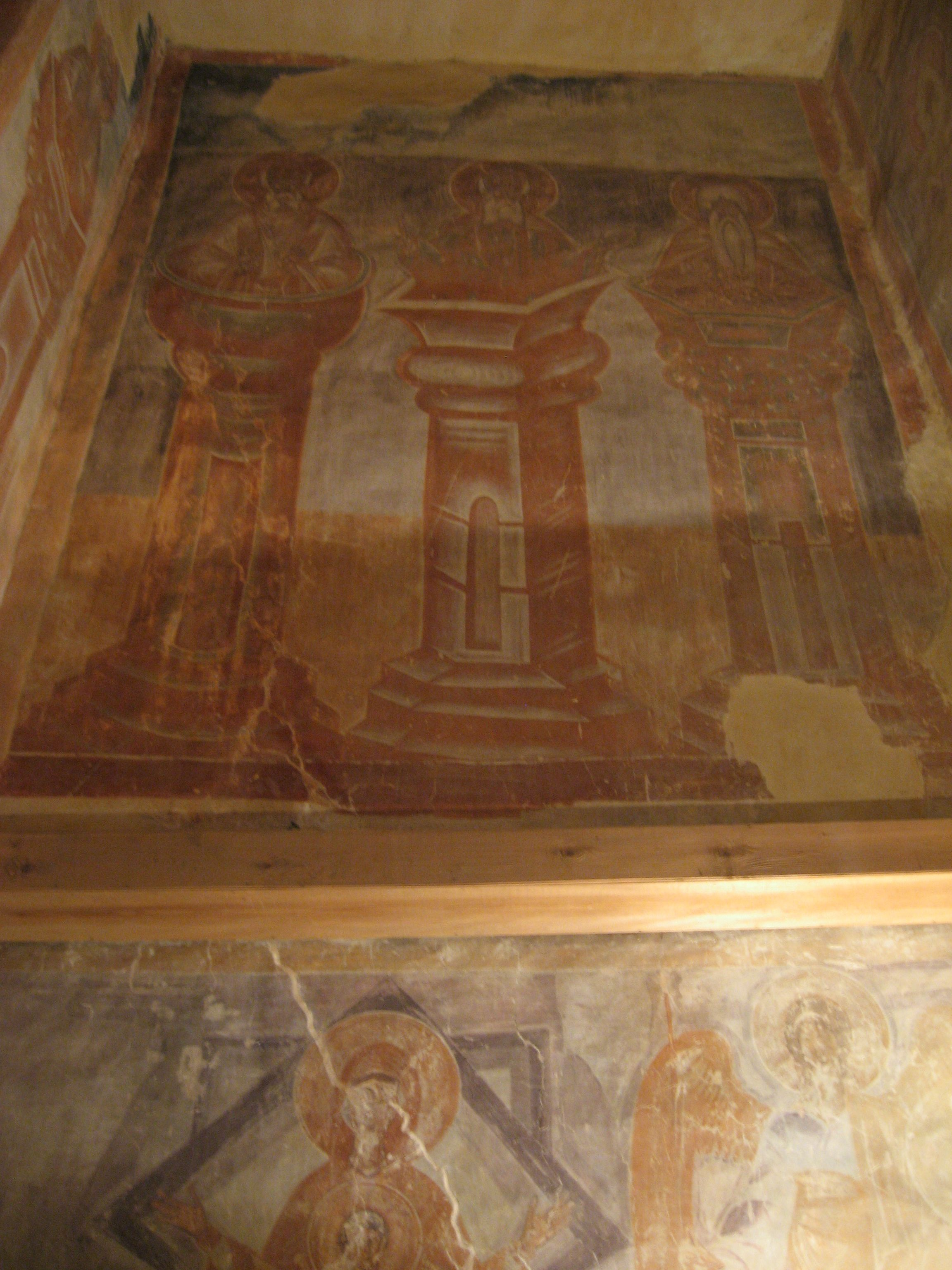
Фрески Троицкого придела на хорах. Столпники.

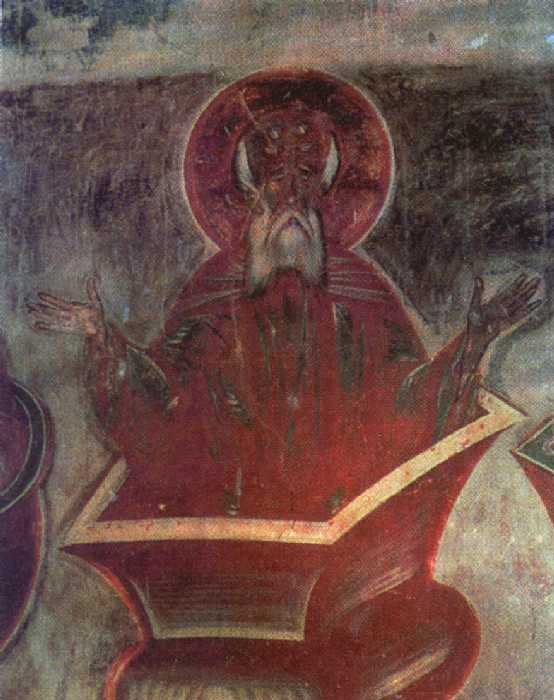
Столпник. Фреска Троицкого придела.

- В алтарной апсиде сохранились фрагменты Евхаристии (апостолы, подходящие к центру композиции, где был Христос), под ней ряд святителей, а на гранях лопаток по бокам от апсиды очень незначительные фрагменты — остатки цикла Страстей Господних. Внизу уцелели декоративные полотенца и фрагмент фигуры Спаса на престоле, изображённого на горнем месте.

Цикл страстей Христовых так же сохранился в алтарной росписи церкви Фёдора Стратилата на Ручью, фрески которой, вероятно, созданы под влиянием феофановской росписи.
- От росписей подкупольного креста почти ничего не сохранилось. Здесь традиционно располагались двунадесятые праздники. На юго-восточном столбе справа от алтаря сохранилась фигура Богоматери из Благовещения. В люнете южной стены фрагменты Рождества Христова, а на примыкающем своде — фрагменты Крещения и Сретения. Остатки других композиций не позволяют точно их идентифицировать. Ниже них на стенах располагались огромные фигуры мучеников и воинов. В самом нижнем регистре, на стенах под хорами сохранились изображения святых жён и мучениц. В диаконнике — фигуры некоторых святителей. Некоторые изображения святых жён отличаются меньшим мастерством исполнения, что свидетельствует об участии в росписи учеников Феофана[8].

Интересной деталью были летящие ангелы с трубами, изображённые в верхних частях столбов. Видимо, их было четверо (хорошо сохранилась фигура над Богоматерью из Благовещения). Они могли означать четыре стороны света или быть вестниками часа Страшного суда.
- Хорошо сохранились фрески в Троицком приделе на хорах в северо-западном углу храма.

Придел служил частной молельней, принадлежавшей, скорее всего, заказчику храма боярину Василию Даниловичу. Подобные небольшие приделы, удобные для уединенной молитвы, часто делались в новгородских церквях этого времени.
На восточной алтарной стене придела сверху на асимметричной поверхности, срезанной полуцилиндрическим сводом, изображено явление Троицы Аврааму. Под ним сохранилась фигура одного из святителей, изображённых в момент богослужения с развёрнутыми свитками.
Троица представлена фронтально. Ангелы симметрично сидят за столом. Средний из них заметно выделен масштабом и величественной позой. Внизу были изображены Авраам и Сарра, подносящие Гостям пищу. Сохранилась только фигура Сарры.
На стенах придела изображён ряд преподобных и столпников — святых, через строжайшую аскезу достигших богообщения. Именно поэтому они — всецело посвятившие себя молитве — предстоят вблизи образа Бога.
Над входной дверью придела располагается изображение Богоматери Знамение, помещённое в сияние из двух скрещённых ромбов. Рядом стоит архангел Гавриил с мерилом и зерцалом в руках. Помимо того, что икона «Знамение» была чтимой новгородской святыней, это изображение Богоматери вместе с фигурой стоящего рядом архангела напоминает о Благовещении — моменте воплощения в мире Сына Божия Иисуса Христа. Здесь, как и в Троице, показано явление Бога, но не в символическом видении, а Бога воплотившегося и ставшего человеком.
С этим связаны и образы аскетов, желавших через молитву достигнуть обо́жения — реального общения с Богом и преображения Его Божественным светом.

### Стиль росписи и его духовные основы

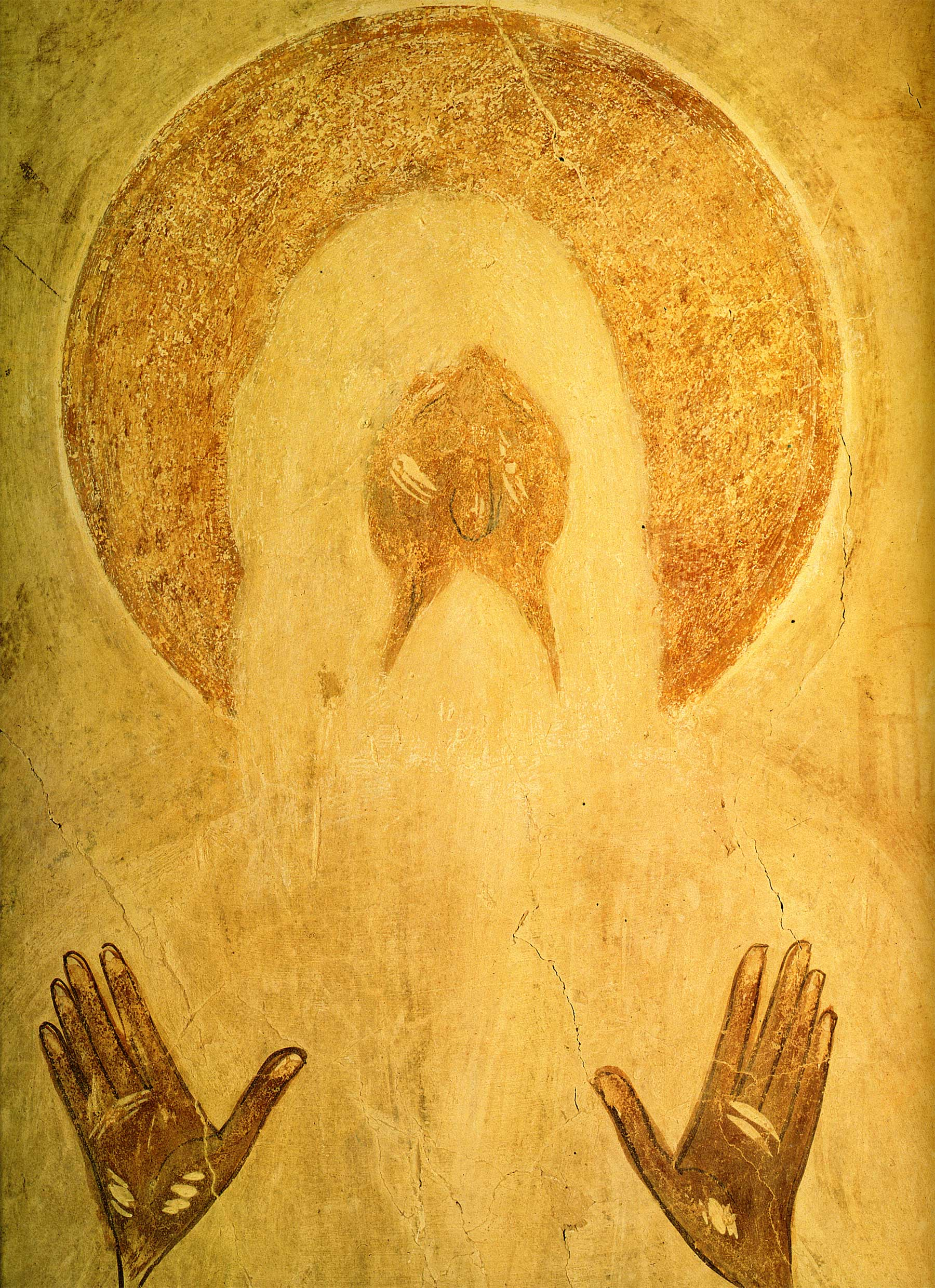
Преподобный Макарий Египетский. Фреска Троицкого придела.

Феофан Грек создал собственную, очень необычную, манеру письма. Она входит в особое экспрессивное направление стиля византийской живописи XIV века, ярко проявившееся в Новгороде (церкви Успения на Волотове поле и Фёдора Стратилата на Ручью). Феофан не был его создателем (фрески Волотова — 1363 год -предшествуют ему), но пользуясь его приёмами, создал сильнейшие образы в православном искусстве.
Экспрессивный стиль второй половины XIV века, происхождение которого связывают с Константинополем, характеризуется свободной, раскованной манерой рисунка, его особой подвижностью, иногда эскизностью. Художники, прекрасно владея восходящими к античности навыками рисунка, отказываются от классической гармонии и покоя, предпочитая максимальную выразительность композиций, поз, жестов и образов. По сравнению с фресками Волотова Феофан Грек любит все же более статичные и очень крупные фигуры. Его образы обладают титанической мощью. Но он так же отказывается от сложной проработки формы, подчёркивая быстрый, но выразительный рисунок. Это не только тёмные контуры, но и активные световые блики — движки. Свет, создаваемый обильно положенными белилами, играет важнейшую роль в живописи Феофана.

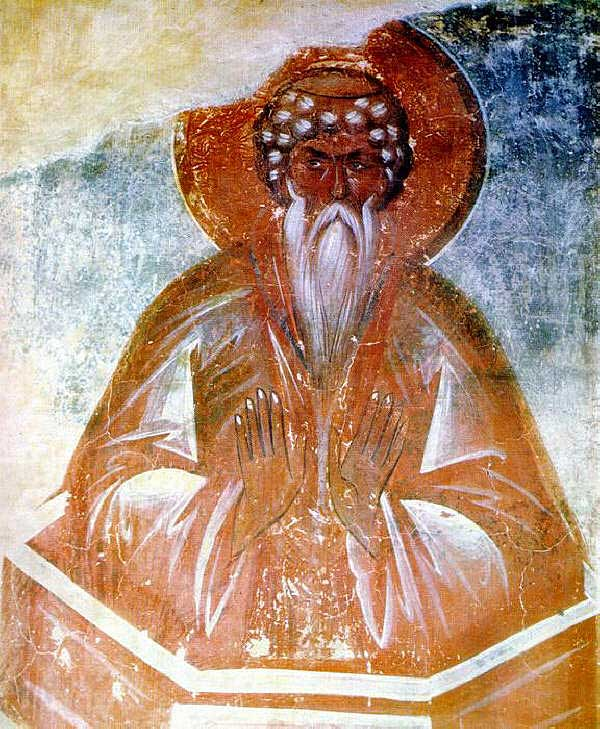
Даниил столпник. Фреска Троицкого придела.

Световая проработка формы в иконописи Византии всегда имела внутренний смысл. Это был символ Божественного Света, пронизывающего человека и весь мир. Для искусства XIV века, в связи со спорами о Фаворском свете и распространением исихазма, тема света, понимаемого символически, становится одной из главных. Покрывая одежды святых сияющими полосами белил, подчёркивая лики и руки меткими белильными мазками, Феофан несомненно показывает исихастское видение мира, изображая его преображённым и обо́женным. Вся роспись храма в целом, о воздействии которой можно представить теперь только отдалённо, показывала не развитие Евангельской истории, а картину преображения Божественной силой всего мира, к созерцанию которой призывался пришедший в храм зритель. Венчающая всё роспись купола, содержит центральный образ ансамбля — изображение Христа Пантократора, содержащего в Своей деснице мир.
В росписи Троицкого придела Феофан создаёт ряд образов святых, полностью погруженных в себя (то, что византийцы называли «внутренним человеком»). Результатом этого погружения, безмолвия (то есть исихии) является богообщение и просвещение всего человека исходящим от Бога нетварным Светом. В этом заключается основное образное содержание росписи Троицкого придела, свидетельствующее о сильном воздействии богословия и духовной практики исихазма на церковное искусство.

#### Вопрос колорита
Роспись выполнена в сдержанных цветовых оттенках. Некоторые её части практически монохромны. Вопрос о сохранности первоначальных цветов живописи в этом храме (а также в церкви Фёдора Стратилата на Ручью) является спорным в науке. Сложилось мнение об утрате первоначальной многоцветности вследствие воздействия пожаров, терзавших древнерусские города. Например, фрагменты росписи, открытые в нижних, раскопанных исследователями, частях алтаря отличаются более яркими и разнообразными цветами. Противоположного мнения, что современный цвет фресок близок к авторскому, придерживается реставратор В. Д. Сарабьянов. Хотя фрески и понесли некоторые цветовые утраты, их лаконичный колорит является авторским замыслом. Подобный приём встречается и в некоторых других памятниках византийского искусства, в особенности экспрессивного стиля.

## Наружные росписи Спасо-Преображенской церкви

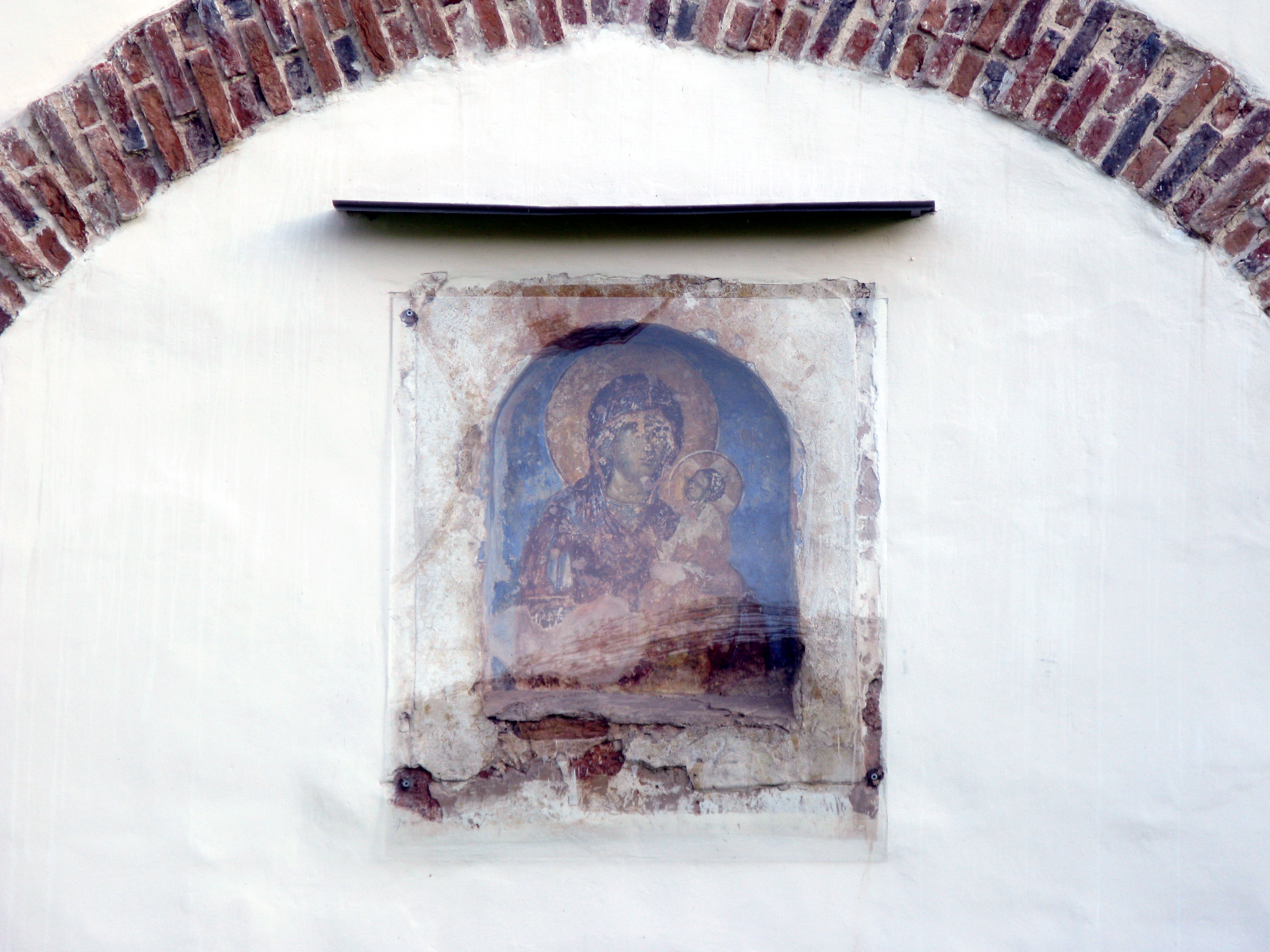
Образ Богоматери Одигитрии над главным входом

В 1831 году на западном фасаде церкви над главным входом из-под опавшей штукатурки раскрылась фреска с образом Богоматери Одигитрии. Возникшее её почитание, отмеченное строительством придела в честь Смоленской иконы Богоматери (Смоленская икона относится к иконографическому типу Одигитрии и исторически носит такое название), было вызвано прекращением эпидемии холеры, вскоре прекратившейся после открытия изображения. Фреска сохраняется на фасаде и в настоящее время.
На южном фасаде, в его восточном прясле, находится изображение Богоматери «Знамение». Оно могло быть создано около 1700 года, когда расписывался соседний Знаменский собор. Возможно, роспись сделана на месте древнейшей фрески.

## История реставрации фресок Феофана Грека
После постигавших город пожаров пострадавшие фрески обыкновенно промывали щёлочью. На протяжении XVII—XVIII веков фрески были частично утрачены, а потом забелены (как и во многих других древних храмах). Пробные расчистки фресок, произведённые неизвестными любителями старины, были выполнены в 1910—1912 годах. Систематическое раскрытие и реставрация росписи начались с 1918 года. Начал раскрытие П. И. Юкин, наиболее значительная работа проделана Юрием Олсуфьевым. Здание храма, а также фрески сильно пострадали в годы Великой Отечественной войны. Был повреждён снарядом свод Троицкого придела и разрушен западный свод подкупольного креста. В барабане купола был устроен немецкий наблюдательный пункт. Это привело к повреждению живописи вокруг окон, потемнению в некоторых местах грунта (из-за устройства печи). В послевоенные годы роспись была укреплена и промыта от копоти под руководством Николая Сычёва. Была проведена архитектурная реставрация храма (автор проекта — Л. М. Шуляк), храму вернули древние формы с сохранением щипцовой восьмискатной кровли XVI—XVII веков. Раскопки в алтаре проводил Михаил Каргер. В 1960-е годы московские реставраторы во главе с Г. С. Батхелем установили, что из-под шпатлёвки и побелки XIX века раскрыты ещё не все сохранившиеся фрагменты росписи. Возможны новые открытия живописи великого византийского мастера.

## Прочие сведения
Церковь Спаса Преображения в Великом Новгороде послужила источником при разработке проекта храма священномученика Игнатия Богоносца на Верейской улице в Москве, одержавшего победу в международном конкурсе религиозной архитектуры Faith & Form Awards в номинации Unbuilt Work (непостроенные работы).